# Маринетт Дюпен-Чен
Маринетт Дюпен-Чен () — главная героиня мультсериала «Леди Баг и Супер-Кот» режиссёра Томаса Астрюка, родилась 9 июля 2003 года. Франко-китайская студентка-подросток, спасает Париж, становясь супергероиней — Леди Баг. Маринетт стремится стать дизайнером, а её родители владеют пекарней. После того, как она прошла испытание Мастера Фу, хранителя магических талисманов чудес, помогая ему перейти через дорогу, Маринетт была выбрана в качестве будущей супергероини вместе с Супер-Котом. В результате она получает серёжки, известные как талисман божьей коровки, которые дают Маринетт возможность превращаться в Леди Баг (её супер-геройский псевдоним, с англ. ladybug — «божья коровка»). Маринетт не знает, что её напарник Супер-Кот — это Эдриан Агрест, возлюбленный Маринетт. Маринетт помогает маленькое красное существо, похожее на божью коровку по имени Тикки, которое является волшебным существом — квами. Маринетт появляется во всех эпизодах мультсериала, включая спецэпизоды, официальные игры и комиксы .  В сериале не показано что Маринетт Дюпон чен в итоге встречалась Супер Котом. Но они испытывали чувства к друг другу.
Источником вдохновения для внешности Маринетт послужила молодая женщина в футболке с божьей коровкой, с которой однажды работал Томас Астрюк. После того, как Томас сделал эскиз женщины-супергероини в костюме божьей коровки, художник понимал, что из неё получился хороший персонаж. Также он не знал, что существует другой супергерой в образе божьей коровки. Стрижка женщины послужила вдохновением для причёски Маринетт. В английском дубляже Маринетт (как и ее варианта) озвучивалась Кристиной Ви, во французском — Анук Обуа, в русском — Дарьей Фроловой.
Критики оценили персонажа в целом положительно, они характеризуют её как образец для подражания зрителей и как великую главную героиню. Как её обычная жизнь, так и личность супергероини получили высокие оценки. На основе данного персонажа было создано несколько товаров, таких как детские игрушки, аксессуары и предметы одежды.

## Создание

### Концепция
Личность Маринетт Дюпен-Чен и её альтер эго Леди Баг была вдохновлена молодой женщиной в футболке с изображённой на ней божьей коровкой; она работала в съёмочной группе другого шоу, в котором также участвовал Томас Астрюк, создатель мультсериала «Леди Баг и Супер-Кот». Астрюк заявил, что подружился с ней, после этого они начали создавать данного персонажа и обменивались записками на тему божьей коровки; рисунок, набросанный Астрюком, изображал девушку в образе супер-героини с атрибутами божьей коровки. Астрюк не знал о существовании какого-либо супергероя, связанного с божьей коровкой, и решил, что этот персонаж будет оригинальным. В результате персонаж Леди Баг был концептуализирован. Причёска Маринетт также была разработана с использованием стрижки женщины в качестве модели. Астрюк сказал, что способности Леди Баг связаны с удачей, поскольку божьи коровки — символ удачи. Он отметил, что характер божьей коровки схож с Человеком-пауком.
Астрюк описал Леди Баг, как «удивительного», очень позитивного и яркого персонажа. Он также охарактеризовал её, как персонажа, который приносит счастье, а также своего самого любимого персонажа из сериала. Астрюк заявил, что надеется, что Леди Баг станет талисманом Парижа, поскольку её изображения можно увидеть на листовках у входов в музеи, чтобы вдохновлять детей посещать их. В отношении Маринетт и Адриана он прокомментировал, что хотел изобразить «солнечных», вдохновляющих персонажей. Он сказал, что проработка взаимоотношений между двумя личностями Маринетт и Адриана была очень занимательной. Астрюк заявил, что пара супергероев состоит из Леди Баг и Кота Нуара, и он чувствовал, что зрители наслаждаются любовной ситуацией, сложившейся между ними. Источником вдохновения для дуэта божьей коровки и чёрного кота было романтическое отношение Астрюка.
Красный с чёрными точками костюм Леди Баг было трудно оживить в первоначальной 2D-версии, поскольку точки, расположенные в определённых местах костюма, должны оставаться неподвижными при перемещении и движениях персонажа. В 3D-версии эта проблема исчезла из-за перемещения модели. В 2D-версии предполагалось, что Маринетт будет старше, чем она есть в 3D-версии. Дизайн Леди Баг был задуман дизайнером персонажей Энджи Наска. Пекарня семьи Маринетт была разработана на основе реальной парижской пекарни.
Джереми Заг, президент анимационной студии Zagtoon, охарактеризовал Маринетт, как «свежую и современную девушку, которая соответствует жизни детей и подростков сегодняшнего поколения». Первые два наброска Джереми Зага, изображавшие Леди Баг, один из которых является её портретом, а другой изображает её на крышах Парижа, привлекли к себе достаточное внимание, чтобы облететь весь мир. Зак сказал, что любовная ситуация Маринетт с Адрианом, их личности супергероев и их секреты представляют некоторые основные для истории мультсериала. Джаред Вольфсон, исполнительный продюсер мультсериала, заявил, что юные зрительницы давно ждали свою супер-героиню, «кого-то вроде Человека-паука», и что теперь благодаря характеру божьей коровки они могут превращаться в неё, становясь «сильнее» и создавая «эффект в мире». Что касается характера божьей коровки, Атон Сумахе, генеральный директор компании Method Animation, сказал, что производители хотели «создать [гламурного] супергероя с настоящим европейским колоритом на фоне Парижа.»
Николь Д’Андрия, участник создания комиксов на основе мультсериала, сказал, что Леди Баг — замечательный персонаж. Президент глобальных потребительских товаров Zagtoon, Андре Лейк Майер, заявил, что дети любят персонажа Леди Баг и что фанатам понравится играть за Леди Баг в официальной мобильной игре по мультсериалу. Он почувствовал, что Леди Баг мгновенно расширяет возможности всех женщин, всех возрастов, говоря, что она завораживает, как Маринетт и как Леди Баг. Майер заявила, что даже не зная истории, она инстинктивно знакома, правдива и сильна, добавив, что Леди Баг является образцом для расширения возможностей каждой здоровой девочки.

### Озвучка
Кристина Ви озвучила Маринетт в английском дубляже. Ви сказала, что любит Маринетт, описав её, как одного из своих любимых персонажей, которых она озвучивает. Она сказала, что характер Маринетт напоминает ей характер Сейлор Мун, отметив, что «работа над сериалом» дала ей «те же чувства», которые она испытывала, «смотря в детстве» аниме. Она заявила, что прослушивание на роль Маринетт восприняла очень серьёзно. Озвучивание Маринетт стало для неё чем-то большим, чем обыкновенная работа, когда она давала свой голос для других персонажей. Ви сказала, что сначала она получила сценарий для прослушивания примерно за год до того, как её утвердили, добавив, что после прочтения она не получила ответа. После этого она снова получила сценарий и, прочитав его, получила два обратных вызова. Она заявила, что с тех пор, как она увидела изображение Маринетт и других персонажей и прочитала сценарий, она знала, что «тот, кто будет озвучивать Леди Баг, будет самой счастливой девочкой», а именно «самой счастливой актрисой озвучки». Ви сказала, что сразу влюбилась в Леди Баг. Она прокомментировала, что не знала о существовании этого шоу до прослушивания на роль Маринетт, и это удивило её, так как она всегда была в курсе новостей, связанных с аниме. После прослушивания и перед тем, как получить ответ, она узнала о проморолике этого сериала, сделанном в стиле аниме. Посмотрев видео, она ещё сильнее захотела получить эту роль. Ви охарактеризовала это шоу, как «удивительное», заявив, что она никогда не видела подобную анимацию и что «каждый эпизод просто прекрасен».
Джаред Вольфсон заявил, что Ви очень эмоциональна. Он сказал, что у неё «красивая личность», описав её, как «такую милую», «такую добрую» и «великую». Он заявил, что в студии звукозаписи Ви «переходит от милой Маринетт к Леди Баг», добавив, что «она божья коровка в этой комнате» и что это «так весело смотреть».
Анук Отбуа озвучивает Маринетт в оригинале. Томас Астрюк охарактеризовал Отбуа и остальных французских актёров, как фантастических. В России в русском дубляже Маринетт озвучивает Дарья Фролова.

## Появления

### В основных сериях
Маринетт — франко-китайский подросток, которая живёт в Париже и хочет стать модельером. Маринетт является дочерью Тома Дюпена и Сабины Чен, внучкой Ролланда и Джины Дюпен и внучатой племянницей Ван Чена. У её родителей есть пекарня. Однажды Маринетт бежала в школу и на перекрёстке заметила человека, который, переходя дорогу, оказался в опасной ситуации. Не задумываясь, девушка спасает его. При этом она не знала, что человек, которого она спасла — Мастер Фу, хранитель магических талисманов, который устроил это испытание, чтобы найти кого-то, кто заслуживает того, чтобы стать супер-героем. Поскольку Маринетт поступила достойно, Мастер Фу решает предложить ей талисман божьей коровки, представляющий собой пару серёжек. После того, как Маринетт увидела коробку с серьгами и открыла её, появляется существо, похожее на божью коровку, которое называет себя Тикки; она волшебное существо, известное, как квами, дающее Маринетт возможность превращаться в супергероя при ношении талисмана.
Увидев Тикки в первый раз, Маринетт сначала пугается её. Также она не в восторге от идеи стать супергероем, так как очень не уверена в себе, и в первый раз она преображается случайно. Тем не менее, она начинает понимать, как надо действовать, и, победив первого суперзлодея, представляется, как Леди Баг — именем-псевдонимом, которое сама придумала. Одежда супергероя Маринетт происходит от внешности Тикки, напоминающей божью коровку. Маринетт влюблена в Адриана, мальчика из её класса, при виде которого она теряется, начинает заикаться и путать слова. При этом Маринетт не знает, что Адриан — это её напарник — Кот Нуар, который, в свою очередь, влюблён в Леди-Баг и не знает, что она Маринетт. Поскольку Маринетт не знает тайную личность Супер-Кота, она постоянно отвергает его попытки сблизиться. Леди Баг и Кот Нуар являются защитниками Парижа от Бражника, обладателя талисмана Бабочки, который является знаменитым дизайнером Габриэлем Агрестом. Его способность в том, что он может превращать людей в суперзлодеев; он хочет заполучить талисманы Леди Баг и Кота Нуара, им неизвестно, что Бражник — это отец Адриана, поскольку он заразил себя акумой, чтобы отвести от себя подозрения.. Как Леди Баг, Маринетт становится более уверенной в себе, превращение в Леди Баг даёт ей новые способности. Её способность — это созидание. Именно её талисман может изгонять акум. Практически в каждой серии ей требуется Супер Шанс. Он даёт ей предмет, с помощью которого она побеждает злодеев.. В качестве супергеройского оружия Леди Баг использует йо-йо(а вот у ее варианта - точно такой же, но с острыми концами, похожий на смесь точно такого же оружия, сюрикена и абордажного крюка который может зацепляться на любую поверхность не имеющий самой прочной конструкцией).
Маринетт очень любит своих родителей; с Тикки, несмотря на разницу в возрасте, у неё очень быстро завязывается настоящая дружба. У неё прекрасные отношения со своими одноклассниками, особенно с лучшей подругой Альей Сезер; Алья часто предлагает поддержку Маринетт и всегда готова помочь ей, она большая поклонница Леди Баг и ведёт о ней свой блог.. Маринетт также поддерживает дружеские отношения с Нино Леифом. В то же время Маринетт не ладит с Хлоей Буржуа — заносчивой, высокомерной девушкой, которая считает себя выше всех и часто издевается над другими, включая Маринетт. Несмотря на это, Хлоя обожает Леди Баг, вплоть до 3 сезона..

### Другие появления
Помимо основной серии, Маринетт появляется в большинстве спин-оффов. Она присутствует в спецвыпусках. Она также появлялась в нескольких эпизодах, где напрямую общалась со зрителями и рассказывала о себе самой.. Данные эпизоды выходили в прямом эфире на YouTube-канале Disney Channel. Маринетт является играбельным персонажем официальной мобильной игры «Леди Баг и Супер-Кот». Она присутствует в комиксах, вдохновлённых сериалом; она появляется и в других типах книг, основанных на том же сериале. Маринетт изображена в официальном журнале Miraculous. Также она появится в 2D-анимации и в мюзикле. Маринетт также изображена в живых сценических шоу в театрах.

## Критика и отзывы
Критики, в основном, оценили персонажа Маринетт положительно. Они описывали её, как умную, милую и творческую. Эмили Эшби из «Common Sense Media» охарактеризовала Маринетт, как терпеливую и добрую. Микеле Киричанская, писательница из ComicsVerse, чувствовала, что сериал занимает время, чтобы обратиться к наследию Маринетт тонким и уважительным образом, таким как моменты, когда она пытается говорить по-китайски и имеет культурное недопонимание с родственниками. Киричанская писала, что полное имя Маринетт при переводе с китайского и французского языков подходит для девочки, чья семья владеет пекарней. Она описала Маринетт, как преданную своим друзьям и семье. Киричанская сказала, что Маринетт — начинающий модельер, которая создаёт свои новые творения в свободное время, показывает, что женские интересы вовсе не умаляют супергероические качества, считая это положительным посланием для зрителей женского пола. Она подумала, что чувства, которые Маринетт испытывает к Адриану, определяют только один аспект её характера. Эмили Аутен из Nerd Much? чувствовала, что Маринетт, влюблённая в Адриана — это один из маленьких аспектов, которые поклонники аниме могут оценить в этом сериале. Аутен заявила, что главных героинь в сериалах недостаточно и Маринетт как раз занимает центральное место в качестве одного из главных героев; она также написала, что Маринетт — великая героиня женского пола. Аутен сказала, что Маринетт очень хорошо прописана, заявив, что она отличный образец для подражания как для детей, так и для взрослых, чтобы смотреть и общаться с ним. Она высоко оценила роль Кристины Ви, подарившую голос для Маринетт. El Intransigente написал, что главный герой этого сериала — девушка, в отличие от того, как это происходит в других сериалах, и что у Маринетт большое сердце. Серхио Рискес из elrinconTV заявил, что Маринетт хочет стать модельером и в ней видно её руководство и храбрость. Маринетт прокомментировала невинный оптимизм.
Форма супергероя Маринетт, Леди Баг, тоже были оценены положительно. Эль Коллинз из ComicsAlliance сказала, что «Маринетт превращается в Леди Баг в серии вращений и поз» аналогично тому, как это происходит у Сейлор Мун и других волшебниц. Она чувствовала, что Маринетт, руководящая каким-то говорящим существом-божьей коровкой, дополняет ещё одну магическую девушку. Роберт Ллойд, писатель из Los Angeles Times заметил, что Маринетт — умная девушка, и охарактеризовал её супергеройскую форму, как костюмированного крестоносца. Мишель Киричанская заявила, что в то время как Маринетт изначально выглядит просто обычной девушкой, то с помощью пары волшебных серёжек она может превратиться в «Чудесную Леди Баг, одну из величайших супергероев Парижа». Она описала Маринетт, как яркую, талантливую, творческую молодую девушку, пытающуюся уравновесить и совместить свои обязанности в школе и дома с обязанностями Леди Баг. Киричанская охарактеризовала Леди Баг, как невероятную героиню, которая подвижна и уверена в бою. Она чувствовала, что Маринетт воплощает большинство из своей обычной жизни и жизни супергероя в прекрасной силе персонажа. Лаура Асланд из «Культурного мёда» похвалила, что пока Леди Баг спасает Париж и ворчит от каламбуров Кота Нуара, то Маринетт, смотря на Адриана, видит всё лунными глазами. Panorama охарактеризовал Маринетт, как удивительную героиню, которая может немедленно поразить юных зрителей. Элла Андерс из «BSCkids» сказала, что, хотя с первого взгляда Маринетт выглядит типичным школьником, она на самом деле является защитницей прав. Кейтлин Донован описала Маринетт, как очаровательного лидера, которая очень неуклюжа в жизни, но становится уверенной в себе, превратившись в супергероя. Это создаёт интересный контраст. Маринетт была охарактеризована, как «главная супергероиня» женского пола, который вселяет позитивные ценности.

## Популярность и товары
Кэндзи Васида, вице-президент Bandai по управлению брендом, описал Маринетт, как причудливую, но милую девочку, растущую, идущую в школу и испытывающую трудности, утверждая, что она персонаж, с которым девушки могут общаться; он сказал, что супер-геройское альтер эго Маринетт — это та, кем они хотят и быть. Вашида рассматривал концепцию молодой девушки супергероини, как персонаж, изменяющий игру и развлечения. Главный креативный директор и председатель, Пол Марчиано, высоко оценил секретную личность Маринетт и её отношения с Адрианом. Тим Радд-Кларк (International Rudd-Clarke), директор по лицензированию Gemma, охарактеризовал Леди-Баг, как сильного и уполномоченного женского супергероя, который заполняет огромный пробел на рынке, и оставался вакантным в течение довольно долгого времени. Восковая статуя в натуральную величину, изображающая Леди Баг, была продемонстрирована в музее Гревен. Были организованы встречи с Леди Баг, в том числе в тематическом парке. У Леди Баг появились свои косплееры и она послужила вдохновением для раскрашивания лица.
Было создано несколько товаров, вдохновлённых гражданской и супергеройской индивидуальностью Маринетт, включая игрушечные фигурки, одежды, аксессуары и маски. Статуэтки на основе Леди Баг были разработаны Funko и Burger King. Были изготовлены игрушки, изображающие её , такие, как игрушки от Киндер-сюрприз. Были выпущены конфеты Pez Candy Dispenser, вдохновлённые ею. Была создана официальная игра, основанная на мультсериале. Созданы связанные с пляжем предметы, изображающие Леди Баг, и предметы, относящиеся к школе, и изображающие её. Созданы вдохновлённые ею сладости. Также были разработаны другие продукты на её основе, включая постельное бельё.